# Wyvern

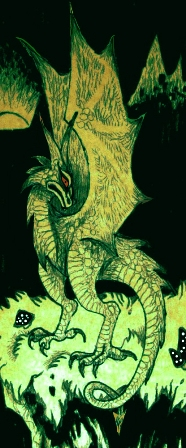
Reprezentare artistică al unui „wyvern”

Wyvern este o reptilă înaripată din heraldica medievală.
Era o viperă pusă pe un trup de reptilă cu două aripi și două picioare. Termenul Wyvrn provine din cuvântul saxon „Wivere” care înseamnă șarpe, intrând în clasificare ca dragon.
Wyvern era și este folosit ca emblemă.